# François Gavazzi
Pour les articles homonymes, voir Gavazzi.
François Gavazzi, né le 21 février 1942 à Ollioules (Var), est un artiste peintre français.

## Biographie
À l'âge de 18 ans, il entre à l'école des Beaux-Arts de Marseille où il étudie particulièrement le dessin. Il travaille ensuite dans la publicité et fait des illustrations pour la bande dessinée en s'appuyant notamment sur les scénarios de son frère cadet Georges Gavazzi. Il change d'orientation au début des années 70, et décide de se consacrer entièrement à la peinture. Ses premières toiles sont exposées en 1975.
Il vit actuellement à Marseille en France.
Sa peinture est caractérisée par des couleurs franches et une texture marquée. Ses sujets sont des prétextes à son expression; il les rend sans reproduire la réalité, mais en recherchant l'impression qui s'en dégage
,,,.
Dernièrement, il a réalisé les séries suivantes :
- Paysage provençal
- Paysage irlandais
- Nature morte aux fleurs

## Expositions personnelles
- 2001 : Frame's Gallery[5], Knokke, Belgique
- 2005 : Galerie Bartoux, Honfleur, France
- 2007 : Hanson Gallery, Carmel, Californie, USA
- 2007 : Ave Maria Fine Art Gallery, Ann Arbor, Michigan, USA
- 2008 : Galerie Lacydon, Marseille, France
- 2009 : Greenlane Gallery, Dingle, Irlande et Paris, France
- 2011 : Galeries Bartoux[6], Saint-Paul-de-Vence, France
- 2012 : Galerie Elysées, New York, USA
- 2012 : Galerie Sainte-Catherine (Bartoux)[7], Honfleur, France